# Biblioteca Butler
La Biblioteca Butler es la biblioteca de la Asociación Británica de Esperanto. Se trata de una de las bibliotecas más grandes dedicadas a los libros en esperanto, aunque no dispone únicamente de libros, ya que desde siempre ha prestado especial atención a la música en esperanto y otras grabaciones sonoras. La biblioteca adquiere constantemente nuevos libros, revistas y nuevo material audiovisual en esperanto. Se llama Biblioteca Butler en homenaje a Montagu Christie Butler(1884-1970), quien hizo una cuantiosa donación de material en 1922. Se encuentra ubicada en las oficinas de la asociación en Barlaston.

## Historia
Ya en la segunda década del siglo XX la Asociación Británica de Esperanto disponía de una biblioteca propia con unas pocas decenas de libros. En 1922, Montagu Christie Butler se convirtió en el bibliotecario y donó su colección privada de 380 volúmenes. A partir de ese momento el fondo de la biblioteca no ha parado de crecer a través de compras y donaciones. Butler intentó que en la medida de lo posible la biblioteca tuviera todo lo relacionado con el esperanto y el esperantismo en general; libros de aprendizaje y filología de otras lenguas. En la década de 1960 la colección superó la capacidad del domicilio de los Butler y la biblioteca se trasladó a la sede de la asociación en Londres y en el año 2002, se trasladó tanto la biblioteca, como la sede de la asociación a la Casa del Esperanto del Wedgwood Memorial College, en Barlaston, donde ofrece sus instalaciones para la investigación.
En 2011 la biblioteca poseía una colección de alrededor de 13 000 libros y muchos otros documentos en esperanto.

## Fondo
Además de la colección principal de libros, existen también colecciones de folletos, manuscritos, fotos, recortes de prensa, música, tarjetas artísticas, postales y sellos: todo relacionado con el esperanto o con texto en esperanto. Aparte también revistas en esperanto, que cuando ha sido posible, se han encuadernado por años.
En 2011 se creó el archivo Houghton, que contiene el archivo documental general, la música, las fotos de gran tamaño y el archivo fotográfico. 
La biblioteca está llevando a cabo la digitalización de material sonoro antiguo (grabaciones en vinilo o cintas de música), mejorando su mayor parte la calidad del sonido, y ha puesto a libre disposición, las grabaciones que ya no están sujetas a restricciones por derechos de autor. El archivo digital disponible en internet, se encuentra en la red social ipernity y en septiembre del año 2012, contaba con 1 335 documentos digitales, entre los cuales, hay archivos de música e imágenes de partituras.

## Consulta
Dado que la biblioteca contiene gran cantidad de manuscritos, libros únicos, y la mayoría de los libros ya no pueden se pueden encontrar a la venta, esta biblioteca solo presta servicio de consulta, no de préstamo. Solo se prestan libros de forma excepcional. Pueden hacer uso de la biblioteca todos los miembros de la asociación y otros visitantes con intenciones serias siempre avisando de forma anticipada.